# FIDIC
FIDIC(Fédération Internationale Des Ingénieurs-Conseils)은 건설산업계에서 표준을 제정하는 국제컨설팅엔지니어링연맹이다. 1915년에 창립되었고 벨기에, 프랑스, 스위스가 창립맴버로 설립되었다. 건설업계에서 널리 쓰이는 표준계약서 양식으로 유명하다. 국제부흥개발은행(IBRD)이나 아시아개발은행(ADB)과 같은 공적개발원조(ODA) 사업의 대부분이 FIDIC 계약 방식을 채택하고 있다.

## 국제표준계약조건
일반적으로 건설 프로젝트에서 설계를 발주자 (Employer) 와 시공자 (Contractor) 중 누가 담당하느냐 및 건설공사와 관련하여 발생하는 불확실성 리스크를 어느 측에서 주로 부담하느냐에 따라 여러 가지 종류의 계약조건이 존재하는데 보통 FIDIC에서 표준계약조건을 책자로 출간할 때의 표지 색에 따라 Red Book,Pink Book, Yellow Book, Gold Book, Silver Book, Green Book 등으로 통칭되고 있다.

### 불가항력
FIDIC 계약조건 제19.1조에 따라 불가항력이 인정되려면: ① 일방 당사자의 통제범위를 벗어났을 것, ② 당사자가 계약체결 전에 적절하게 대비할 수 없었을 것, ③ 사태발생 후 적절히 피하거나 극복할 수 없었을 것, ④ 실질적으로 타방 당사자에게 책임을 돌릴 수 없을 것이여야 하며 FIDIC 계약조건 제19.2조는 불가항력에 의해 계약의 당사자가 계약상 의무를 이행하지 못하는 경우, 계약 상대방에게 불가항력 사유에 관한 통지를 불가항력 사유가 발생하였음을 알았거나 알 수 있었던 날로부터 14일 이내에 하여야 한다고 규정하고 있다.

## 참고 문헌
- 현학봉, 계약관리와 클레임 - FIDIC 1999년 신판기준, 제2판 Cplus International 2012.
- 권대욱, 개방시대의 국제건설계약, 두비, 1997.
- 김승현, 국제건설계약의 법리와 실무-FIDIC 계약조건을 중심으로-, 박영사, 2015.
- 석광현, FIDIC 조건을 사용하는 국제건설계약의 준거법 결정과 그 실익